# Heinrich Rüth
Heinrich Rüth CSSp (auch Henrique Rüth, * 4. Januar 1913 in Steele; † 23. Oktober 2006 in Cruzeiro do Sul) war ein deutscher Geistlicher und der erste Bischof von Cruzeiro do Sul.

## Leben
Heinrich Rüth wurde am 4. Januar 1913 als Sohn von Josef und Margarethe Rüth in Essen-Steele geboren. Sein Vater war Postangestellter.
Heinrich Rüth besuchte das Carl-Humann-Gymnasium in Steele, an dem er 1934 das Abitur ablegte. Danach trat er der Ordensgemeinschaft der Spiritaner bei, sein erstes Ordensgelübde legte er 1935 in Heimbach ab. Es folgte das Studium der Philosophie und der Theologie an der Ordenshochschule der Spiritaner in Knechtsteden. Dort empfing er am 5. November 1939 vorzeitig die Priesterweihe. Kurz darauf wurde er zur Wehrmacht eingezogen. Er wurde als Sanitätssoldat an der Ostfront eingesetzt und geriet in Kriegsgefangenschaft. Nach seiner Entlassung arbeitete er zunächst in der Pfarrseelsorge und als Lehrer für alte Sprachen in Donaueschingen, bis er 1949 nach Brasilien entsandt wurde. Dort war er zunächst Missionar und Pfarrer in verschiedenen Gemeinden des Distrikts Alto Juruá. 1964 wurde er zum Distrikt-Oberen ernannt.
Papst Paul VI. ernannte ihn am 21. Juni 1966 zum Koadjutorprälat von Juruá und Titularbischof von Leptiminus. Der Bischof von Essen, Franz Hengsbach, spendete ihm am 2. Oktober desselben Jahres im Essener Dom die Bischofsweihe; Mitkonsekratoren waren Julius Angerhausen, Weihbischof in Essen, und Peter Kelleter CSSp, Bischof von Bethlehem in Südafrika. Nach der Resignation von Bischof José Hascher folgte er diesem am 2. Februar 1967 als Prälat von Juruá. Mit Erhebung der Territorialprälatur Juruá zum Bistum Cruzeiro do Sul am 25. Juni 1987 wurde er zum ersten Bischof der neuen Diözese. Am 7. Dezember 1988 resignierte er von seinem Amt und übergab das Bistum an Bischof Luís Herbst CSSp, der ihm bereits seit 1967 als Generalvikar und seit 1979 als Koadjutor zur Seite stand. In seine Amtszeit fällt die Fertigstellung der Kathedrale von Cruzeiro do Sul.
Am 23. Oktober 2006 verstarb Bischof Rüth in Cruzeiro do Sul und wurde in der dortigen Kathedrale beigesetzt.

## Schriften
- Schrei aus der Grünen Hölle. Missionsverlag Knechtsteden, Dormagen 1973.
- Licht aus der Grünen Hölle. Missionsverlag Knechtsteden, Dormagen 1975.
- Feuer in der Grünen Hölle. Missionsverlag Knechtsteden, Dormagen 1976.
- Leben in der Grünen Hölle. Missionsverlag Knechtsteden, Dormagen 1983.